# سیارک ۵۲۴۲
سیارک ۵۲۴۲ (به انگلیسی: 5242 Kenreimonin، نامگذاری:1991BO) پنج هزار و دویست و چهل و دومین سیارک کشف شده‌است که در ۱۸ ژانویه ۱۹۹۱ کشف شد.
قدر مطلق سیارک برابر ۱۲٫۵۰ است.